# Boigny-sur-Bionne
Boigny-sur-Bionne é uma comuna francesa na região administrativa do Centro, no departamento Loiret. Estende-se por uma área de 7,53 km². Em 2010 a comuna tinha 2 161 habitantes (densidade: 287 hab./km²).